# Ella Loves Cole
Ella Loves Cole (с англ. — «Элла любит Коула») — сорок первый студийный альбом американской джазовой певицы Эллы Фицджеральд, выпущенный на лейбле Atlantic Records в 1972 году под студийным номером Atlantic SD 1631. Пластинка полностью состоит из песен Коула Портера, в своём творчестве Фицджеральд уже обращалась к музыке Портера, в частности, известному композитору был посвящён её альбом Ella Fitzgerald Sings the Cole Porter Songbook.
В 1978 году альбом был переиздан под названием Dream Dancing и включил два дополнительных трека: «Dream Dancing» и «After You». В 2002 году запись была перевыпущена в формате CD, помимо этого обложка альбома стала цветной.

## Список композиций
Слова и музыка всех песен — Коула Портера, кроме тех случаев, когда указано иначе.
| №                   | Название                                      | Текст песни         | Длительность |
| ------------------- | --------------------------------------------- | ------------------- | ------------ |
| 1.                  | «I Get a Kick Out of You»                     |                     | 5:18         |
| 2.                  | «Down in the Depths (On the Ninetieth Floor)» |                     | 3:49         |
| 3.                  | «At Long Last Love»                           |                     | 3:17         |
| 4.                  | «I’ve Got You Under My Skin»                  |                     | 2:22         |
| 5.                  | «So Near and Yet So Far»                      |                     | 4:28         |
| 6.                  | «All of You»                                  |                     | 3:17         |
| 7.                  | «Without Love»                                | Элла Фицджеральд    | 3:17         |
| Общая длительность: | Общая длительность:                           | Общая длительность: | 21:10        |

| №                   | Название                    | Длительность |
| ------------------- | --------------------------- | ------------ |
| 8.                  | «My Heart Belongs to Daddy» | 2:33         |
| 9.                  | «Love for Sale»             | 4:36         |
| 10.                 | «Just One of Those Things»  | 3:53         |
| 11.                 | «I Concentrate on You»      | 4:06         |
| 12.                 | «Anything Goes»             | 2:51         |
| 13.                 | «C’est Magnifique»          | 2:27         |
| Общая длительность: | Общая длительность:         | 20:26        |

## Участники записи
- Элла Фицджеральд — вокал.
- Нельсон Риддл — аранжировки, дирижирование.
- Гарри Эдисон — труба.
- Кетер Беттс — контрабас.
- Эд Тигпен — барабаны.
- Томми Флэнаган — фортепиано.